# Robert Défossé
Robert Défossé (* 19. Juni 1909 in Liévin, Département Pas-de-Calais; † 30. August 1973) war ein französischer Fußballtorhüter.

## Karriere

### Verein
Bevor er mit dem Fußballspielen begann, widmete sich Robert Défossé im Alter von dreizehn Jahren dem Boxen und turnte in seinem Heimatort Liévin. Mit dem Fußballspielen begann Défossé bei Étoile Sportive Bully-les-Mines. Nach der Einführung des professionellen Fußballs in Frankreich schloss er sich 1932 Olympique Lille an und wurde mit seinem Club auf Anhieb französischer Meister. Nach sechs erfolgreichen Jahren in Nordfrankreich wechselte er 1938 zum Absteiger Red Star Paris in die Division 2, wo er nach einem Jahr mit dem Wiederaufstieg seine Laufbahn beendete.

### Nationalmannschaft
Am 12. Februar 1933 gab Robert Défossé bei der 0:4-Niederlage gegen Österreich sein Debüt in der französischen Nationalmannschaft. Trotz der vier Gegentore durch das "Wunderteam" bekam er positive Kritiken.
Bei der Weltmeisterschaft 1934 in Italien wurde Défossé als zweiter Torhüter hinter Alex Thépot in das französische Aufgebot berufen. Sein letztes von neun Länderspielen für die "Bleus" bestritt er am 13. Dezember 1936 beim 1:0 gegen Jugoslawien.